# Eva Immervoll

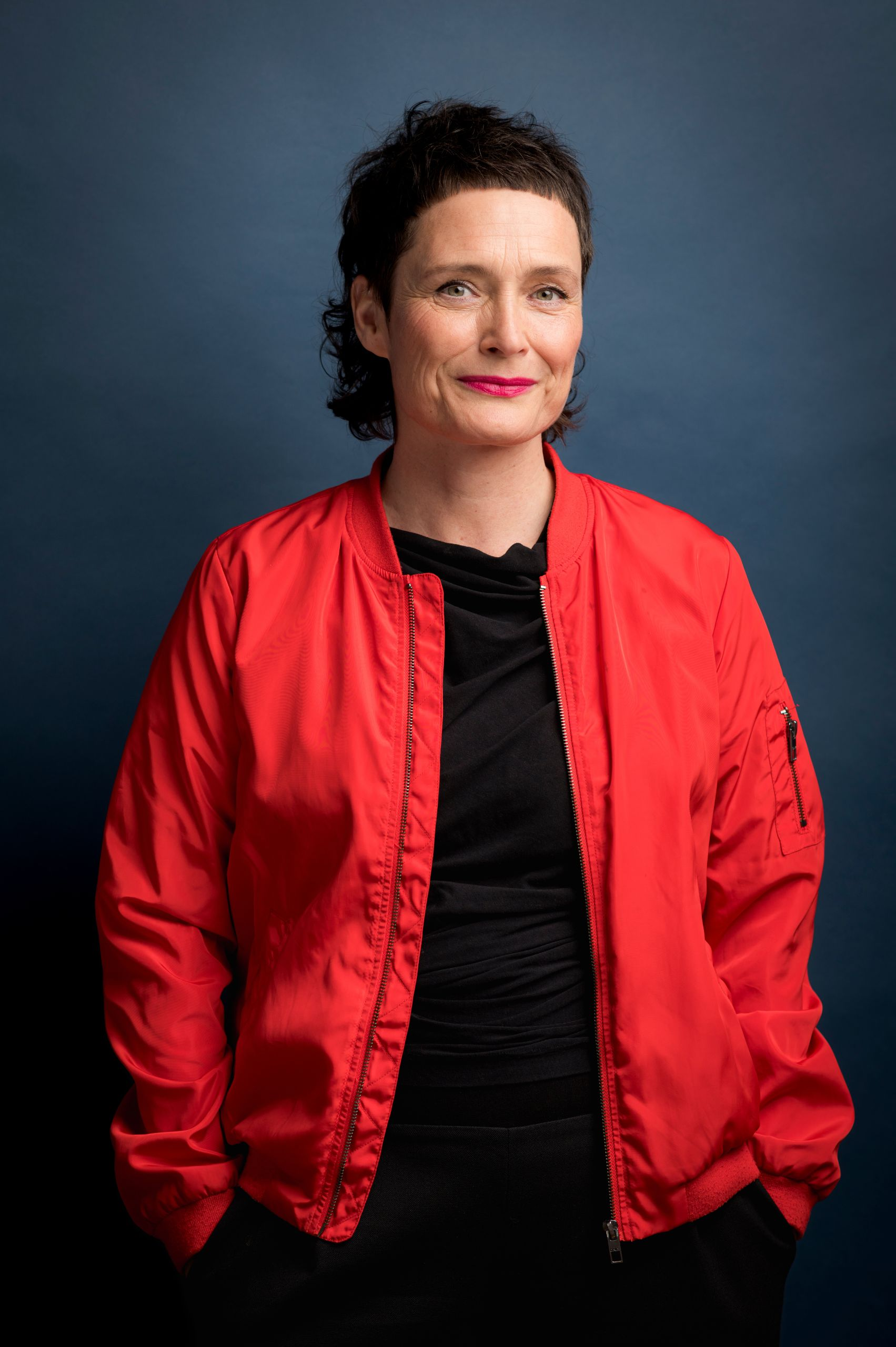
Eva Immervoll (2024)

Eva Immervoll (* 1969 in Bad Ischl, vollständiger Name: Eva-Katharina Immervoll) ist eine österreichische Kulturschaffende und Unternehmerin.

## Leben
Nach der Pflichtschule begann Eva Immervoll zunächst eine Lehre zur zahnärztlichen Assistentin, entschied sich jedoch später zu einem Studium der Kunstgeschichte an der Universität Salzburg. Nach zwei Jahren wechselte sie in die Meisterklasse für Visuelle Mediengestaltung an die Kunstuniversität Linz. In dieser Zeit war Eva Immervoll auch am ÖH Frauenreferat aktiv und Mitglied im ÖH-Hauptausschuss. Später schloss sie den Universitätslehrgang für Kultur & Medienmanagement an der Johannes Kepler Universität Linz und ICCM – International Center for Culture and Management in Salzburg sowie den Lehrgang Projektmanagement am Bundesinstitut für Erwachsenenbildung in St. Wolfgang ab.
Eva Immervoll engagierte sich von 1991 bis 2011 ehrenamtlich in der oberösterreichischen Kulturszene. Sie war unter anderem Vorstandsmitglied und Veranstalterin im Kulturverein KANAL in Schwertberg sowie Mitbegründerin des feministischen Kulturvereins d.A.SCH.! (die anonymen Schlampen) in Linz.
Von 2006 bis 2009 war Immervoll zudem im Vorstand des Festivals der Regionen sowie von 2005 bis 2011 im Vorstand des Frauenradiokollektivs Radio SPACEfemFM, wo sie als Sendemacherin im freien Radio (Radio FRO) ehrenamtlich tätig war.
Sie arbeitete von 1998 bis 2002 in der Ausstellungsproduktion und Künstler*innenbetreuung im OK Linz. Von 2003 bis 2011 war sie bei der Kulturplattform OÖ tätig. Ab 2004 war sie Teil der Geschäftsführung.
Beruflich wechselte sie durch einen Zufall die Branche: Unzufrieden mit verfügbaren Naturkosmetik-Deos entwickelte Eva Immervoll ihr eigenes Deo. Sie erinnerte sich daran, dass bereits ihre Großmutter Speisenatron unter den Achseln auftrug und stellte auf dieser Basis eine natürliche Deocreme her. 2016 absolvierte sie den Lehrgang zur Kosmetikherstellerin und gründete ein Unternehmen. Unter dem Namen Achselkuss brachte sie eine der ersten natronbasierten Deocremes in Österreich auf den Markt.
Als Kosmetikherstellerin war Eva Immervoll von 2020 bis 2025 Funktionärin bei der Wirtschaftskammer Wien: Sie war Mitglied im Ausschuss der Landesinnung Wien der chemischen Gewerbe sowie im Ausschuss der Berufsgruppe chemische Gewerbe.
Immervoll lebt und arbeitet in Wien.

## Familie
Eva Immervoll ist Mutter des Filmemachers Kilian Immervoll.